# Organización territorial de las Islas Marianas del Norte
Administrativamente, el estado libre asociado de las Islas Marianas del Norte está dividido en 4 municipios Las Islas del Norte (norte de Saipán) forman el municipio de las Islas del Norte (the Northern Islands Municipality). Las 3 islas principales del sur forman los municipios de Saipán, Tinian, y Rota, con la deshabitada Aguijan formando parte del municipio de Tinian, La superficie total de las islas es de 477 km². Sólo 4 de las islas están habitadas según el censo del 2000.
| Núm. | Nombre                | Área (km²) | Población            | Altura (m) | Punto más alto              | Coordenadas             |
| ---- | --------------------- | ---------- | -------------------- | ---------- | --------------------------- | ----------------------- |
| 1    | Farallón de Pájaros   | 2.55       | Deshabitada          | 319        | Sin nombre                  | 20°33′N 144°54′E        |
| 2    | Islas Maug            | 2.13       | Ocupada en 1939-1944 | 227        | Sin nombre (Isla del Norte) | 20°02′N 144°54′E        |
| 3    | Isla de la Asunción   | 7.31       | Deshabitada          | 891        | Sin nombre                  | 19°43′N 145°41′E        |
| 4    | Agrihan               | 43.51      | Evacuada en 1990     | 965        | Monte Agrihan               | 18°46′N 145°41′E        |
| 5    | Pagan                 | 47.23      | Evacuada en 1990     | 787        | Monte Pagan                 | 18°08'36"N 145°47'39"E  |
| 6    | Alamagan              | 11.12      | 6                    | 744        | Banadera                    | 17°35′N 145°50′E        |
| 7    | Guguan                | 3.87       | Deshabitada          | 301        | Sin nombre                  | 17°20′N 145°51′E        |
| 8    | Sarigan               | 4.97       | Deshabitada          | 549        | Sin nombre                  | 16º43'N 145ª47'E        |
| 9    | Anatahan              | 31.21      | Evacuada en 1990     | 787        | Sin nombre                  | 16°22′N 145°40′E        |
| 10   | Farallón de Medinilla | 0.85       | Deshabitada          | 81         | Sin nombre                  | 16°01′N 146°04′E        |
| 11   | Saipán                | 115.39     | 62.392               | 474        | Monte Tagpochau             | 15º11'06"N 145º44'28"E  |
| 12   | Tinian                | 101.01     | 3.540                | 170        | Kastiyu (Lasso Hill)        | 14°57'12"N, 145°38'54"E |
| 13   | Aguijan               | 7.09       | Deshabitada          | 157        | Sin nombre                  | 14°42′N 145°18′E        |
| 14   | Rota                  | 85.38      | 3.283                | 491        | Mount Manira                | 14º08'37"N 145º11'08"E  |

- Datos: Q6052795